# プライム・ローズ
『プライム・ローズ』（英語: PRIME ROSE）は、手塚治虫による日本のSF漫画作品。

## 概要
『七色いんこ』の連載終了から1か月後の1982年7月9日号から1983年6月3日号まで『週刊少年チャンピオン』（秋田書店）に連載された。
手塚自身は当初SF漫画の連載を希望していたが、当時の編集長であった阿久津邦彦には「SF漫画は売れない」という考え方もあって、SF漫画の連載には否定的だった。そこで、SFを薄め、剣と魔法の世界の要素を取り入れたヒロイック・ファンタジー的な本作のアイデアを手塚が出してきた。手塚は本作の世界観を説明するのにハンナ・バーベラ・プロダクションのテレビアニメ『原始家族フリントストーン』を例に挙げ、「原始時代なのに石のテレビや自動車がある世界」と説明している。
本作の主人公エミヤは、オテンバ、ハネっ返りな性格の手塚流美少女キャラの正統的な性格をしたキャラクターであるが、恋多き女であり次々に恋をする点が大きく異なる。エミヤが女戦士として戦う際の衣装（プロテクター）は露出度が高く、また人前で裸になるといったセクシーな描写も多い。黒沢哲哉は、手塚が以前にもやっていたように、連載当時に隆盛していたラブコメやロリコンマンガに対する対抗心からではないかと推測している。
しかし、こういった流行に対する対抗心が先行した手塚作品が異端の作品となってしまうこともよくあることで、本作も感情が先走ってストーリーに一貫性がなくなり、主人公の突飛な行動ばかりが目立つようになった。その結果、連載当時には評価されず、手塚自身も気に入らなかったことから、なかなか単行本化されなかった。
手塚自身も悩みつつ執筆していたようで、「このコマにエミヤの裸体を描くべきか」「視線の行き先を点線で示したほうが良いか」など、当時担当編集だった伊藤嘉彦（後の幻冬舎コミックス社長）に、それまでの他の作品では無かったような相談を行っている。

## アニメ化
1983年8月21日に日本テレビ系列で放送の第6回『24時間テレビ 「愛は地球を救う」』内で、本作のテレビアニメ化作品である『タイムスリップ10000年 プライム・ローズ』が放送された。日本テレビと手塚プロダクションの共同製作。
制作当時は原作がまだ完結していない上に打ち切りが決定して結末の改変を行わなければならなかった為、本作のストーリーこそが手塚が思い描いていた結末を描いているといい、また時間の関係でエミヤとピラールの関係などストーリーの骨子や主要登場人物は若干の、設定やデザインを含め細部にはかなり相違点が見られ、ピラールなど他作品でデザインを流用したキャラクターは視聴者の混同を避ける為別デザインに変更したキャラクターもいる。その最たる例として、原作には近未来的なメカニックが登場するのに対し、この『タイムスリップ10000年』では古代ローマのような生活水準であることが挙げられる。その他人物ごとの相違点については#登場人物節で詳説する。

## あらすじ
遥かな未来、世界にはグロマン人とククリット人という2つの人種があり、ククリット人はグロマン人の支配下に置かれていた。タチ家の養子として育てられてきた少女エミヤ・タチは、総督ピラールを倒しグロマン人による屈辱的な支配をしりぞけるため、ジンバの元で剣の腕を磨く。
タイムパトロールのタンバラ・ガイは、核爆発のショックで日本の九十九里浜とアメリカのダラスが1万年後の世界に飛ばされてしまった事件を調査するためこの時代を訪れ、それらの街がそれぞれククリットとグロマンのおこりであることを突き止める。一方、ガイの後を追ってこの世界にやって来たガイの弟・胆原分烈は「悪魔」と出会い、彼女が人間同士を戦わせるために2つの都市をこの時代に持ってきたのだと聞かされる。

## 登場人物
エミヤ・タチ
声 - 岡本茉利
十七代グロマン王の第三王女プライム・ローズとして生まれたが、ククリットとグロマンの間にひとときの平和が訪れたとき、それを保証するものとしてククリットのタチ家に養子にとられた。そのため根っからのククリット人を自称しており、グロマン人に対して反感すら覚えているが、体を石化させる能力などグロマン人の特性も兼ね備えている。アニメでは単にククリット人とされ、石化の能力はファイヤードラゴンの舌を食べることで得る。
ピラール
声 - 池田秀一
六本指連盟の一人。エミヤとは逆にククリット人の王子でありながらグロマン人のもとで育てられ、ククリットの総督を任されている。エミヤに惚れており、それが原因で失策を講じてしまう。アニメ版では純粋なグロマン人であり、その出で立ちもスキンヘッドに古代ローマ風の服装と、原作の制服姿とはかなり異なった印象を受ける。
タンバラ・ガイ
声 - 水島裕
タイムパトロールとしてこの時代にやってきた人間で、漢字で描けば胆原凱となる。潜入捜査のためククリット人を強制労働させるコロニーの警備員を務めていたが、エミヤを助けたことがきっかけで彼自身もコロニーに送られてしまう。日本人の成れの果てであるククリット人に共感し、レジスタンスのリーダーを買って出る。彼もエミヤに思いを寄せており、ピラールとは恋敵の関係にある。
ジンバ
声 - 小松方正
エミヤの過去を知る謎の老人。剣の達人でありエミヤに剣術を指南する。キリコに敗れ、その死の間際に自身が十七代グロマン王アブミスであり、エミヤ（プライム・ローズ）の父であることを明かす。アニメではククリット王とされ、ファイヤードラゴンにはね飛ばされたことが元で絶命する。
ちなみに配役されているのは、『ブラック・ジャック』の第237話「過ぎ去りし一瞬」に登場したファスナー神父。
胆原分烈（たんばら ぶんれつ）
声 - 堀絢子
タンバラ・ガイの弟で、兄の後を追ってこの世界にやって来た。原作では物語の中盤で数々の謎を解き明かすことになるキーパーソン。アニメではエミヤらと行動をともにする。性に目覚めかけており、勃起はするが鎮め方は知らない。
キリコ
声 - 屋良有作
ピラールの兄で、六本指連盟の一人で剣の名手。情にかられてプライム・ローズに手が下せないピラールに業を煮やしてククリットの地にやってきた。手塚版スター・システムの一員として『ブラック・ジャック』のドクター・キリコがキャスティングされている。なお、六本指連盟はアブミス王から王位を簒奪したゴールダの子息からなるが、ピラールとキリコ以外の4人は数カットの登場に留まっている。また、アニメでは単なるピラールの部下に収まっている。
ジャーク・タチ
声 - 神山卓三
エミヤの養父。ククリット上流階級の身分であり、グロマン人に取り入って立場を得ようとする。そのためにエミヤをピラールに嫁がせようとし、エミヤの反感を買う。
イルマ・タチ
声 - 塚田恵美子
エミヤの養母。ジャークよりはエミヤに同情的だが、それでもエミヤに手を焼いている。
タロ
声 - 塩沢兼人
エミヤの最初のボーイフレンド。身分の違いからエミヤの義父ジャーク・タチに煙たがられ、前倒しでコロニーに送られる。そこで脱走を図ったため、救出にきたエミヤの目の前で撃ち殺される。
パズス（デス・マスク）
声 - 千葉耕市
世界中で戦争が行われていた時代に打ち上げられた、「破滅兵器」を搭載した人工衛星。「悪魔」がそれを2つに分離して落下させ、2つの街がタイムスリップするきっかけとなった。アニメでは「悪魔」が登場せず、パズスがコンピュータ「シグマ99」を伴う意志を持った存在として描かれ、シグマ99自体が2つの街をタイムスリップさせた張本人とされている。

## 単行本
- 少年チャンピオン・コミックス エクストラ『プライム・ローズ』（秋田書店）1989年 - 1990年、全4巻
- 手塚治虫漫画全集『プライム・ローズ』（講談社）1995年、全4巻
- 秋田文庫『プライム・ローズ』（秋田書店）1998年 - 1999年、全4巻
- 手塚治虫文庫全集『プライム・ローズ』（講談社）2011年、全2巻

## 『タイムスリップ10000年 プライム・ローズ』制作スタッフ
- 原作・構成 - 手塚治虫
- 企画 - 都築忠彦（日本テレビ）
- プロデューサー - 武井英彦（日本テレビ）、出﨑哲（マジックバス）
- キャラクターデザイン - 手塚治虫、清水恵蔵
- 監督 - 出崎哲
- 脚本 - 藤川桂介
- 美術 - 小林七郎
- 絵コンテ - 石黒昇
- 作画監督 - 清水恵蔵
- 音楽 - 大野雄二（選曲 - 鈴木清司）
- 制作 - 日本テレビ、手塚プロダクション

## リメイク漫画
- とらわれのエデン プライム・ローズ（『テヅコミ』。vol.1（創刊号）～vol.18（最終号）。作画：蒼一郎）